# Antoine Cuissard
Antoine Cuissard, né le 19 juillet 1924 à Saint-Étienne en France et mort le 3 novembre 1997 à Saint-Brieuc en France, est un footballeur international puis entraîneur français qui a évolué au poste de milieu droit.

## Biographie

### Les Cuissard et la naissance du FC Lorient
C'est en 1925 que commence l'histoire des Merlus Lorientais. À l'époque, Joseph Cuissard et "Madame Cuissard" (d'origine stéphanoise), possèdent un magasin de marée sur le port de pêche de Lorient. Aimant le football, ils décident de fonder la "Marée Sportive", la première pierre du FC Lorient est posée. Ce club corporatiste se trouve très vite des joueurs et des adversaires corporatistes ("Charbon Sports", "Gargantua Sports"). Devant ce succès, les deux fondateurs décident le 2 avril 1926 au Café Eon, rue Carnot à Lorient de faire passer la "Marée Sportive" en équipe au statut amateur. Le FC Lorient est né. Il commence son histoire en championnat de 3e catégorie mais la motivation de ses joueurs et le soutien populaire grandissant permettent au club d'enchaîner trois promotions en trois ans et donc d'arriver en Division Honneur. Niveau où il restera jusqu'au début de la Seconde Guerre mondiale avec une 3e place dès la première saison à ce niveau (1929-1930) avec le Tchèque Josef Lokay (dit Joseph Loquay) comme entraîneur et deux titres (1932, 1936). Mais, la guerre stoppe nette cette ascension. En effet, la région lorientaise particulièrement touchée devient inadaptée à la pratique du sport et à l'organisation des compétitions. Les bombardements systématiques de la ville par les forces alliées à partir de 1943 disséminent les quelques membres restant d'une équipe qui ne sera qu'épisodiquement recomposée à 50 km de Lorient, dans les terres.

### Les débuts d'Antoine
Ayant fait son éducation au Likès à Quimper, c'est tout naturellement que l'on trouve les premières traces de la carrière d'Antoine Cuissard dans un match opposant une sélection du Likès au club de l'Étoile Sportive de Plonéis en 1938 sur le Terrain de Kerveur. Le jeune joueur part ensuite au FC Lorient, le club "de la famille" pour y effectuer toutes ses classes et y recevoir une formation footballistique. Cependant, contre toute attente, ce n'est pas dans la ville où il a été formé qu'il signe son premier contrat mais bien dans celle où il est né et c'est ainsi qu'il rejoint en 1944 l'AS Saint-Étienne pour y commencer sa carrière qui le mènera jusqu'à la sélection nationale française.

### Après la guerre, un geste pour Lorient
Une fois la Seconde Guerre mondiale achevée, Antoine Cuissard, alors à l'AS Saint-Étienne, décide de retourner au FC Lorient. En effet, ce club, héritage de sa famille, traverse à cette époque une rude période. Aidé de Jean Snella qui l'a accompagné de l'AS Saint-Étienne lui aussi, il aide le club à redémarrer. C'est durant cette période qu'Antoine Cuissard vivra une expérience unique, il aura le privilège de conserver sa place en équipe de France tout en évoluant en Division Honneur. Une fois la cohésion du club recrée et l'embellie des résultats constatés, Antoine Cuissard retournera à l'ASSE jusqu'en 1952. Avant d'aller dans le sud à l'AS Cannes puis à l'OGC Nice où il glanera la seule ligne de son palmarès, une Coupe de France en 1954. Il finit sa carrière dans la Bretagne chère à son cœur où il l'avait commencée.

### Parcours international
Comptant 27 sélections avec l'équipe de France, il fut notamment sélectionné pour participer à la Coupe du monde 1954 en Suisse.

## Statistiques

### Statistiques détaillées
| Saison                | Club                  | Championnat             | Championnat | Championnat | Championnat | Coupe(s) nationale(s) | Coupe(s) nationale(s) | Coupe(s) nationale(s) | Autres compétitions | Autres compétitions | Autres compétitions | Autres compétitions | France | France | France | Total | Total | Total |
| Saison                | Club                  | Division                | M.          | B.          | P.d.        | M.                    | B.                    | P.d.                  | Comp.               | M.                  | B.                  | P.d.                | M.     | B.     | P.d.   | M.    | B.    | P.d.  |
| 1944-1945             | AS Saint-Étienne      | Division Nationale      | -           | -           | -           | 2                     | 2                     | 0                     | -                   | -                   | -                   | -                   | -      | -      | -      | 2     | 2     | 0     |
| 1945-1946             | AS Saint-Étienne      | Division Nationale      | 32          | 2           | 0           | 1                     | 0                     | 0                     | -                   | -                   | -                   | -                   | 4      | 0      | 0      | 37    | 2     | 0     |
| Sous-total            | Sous-total            | Sous-total              | 32          | 2           | 0           | 3                     | 2                     | 0                     | -                   | 0                   | 0                   | 0                   | 4      | 0      | 0      | 39    | 4     | 0     |
| 1946-1947             | FC Lorient            | DH                      | -           | -           | -           | -                     | -                     | -                     | -                   | -                   | -                   | -                   | 5      | 0      | 1      | 5     | 0     | 1     |
| 1947-1948             | AS Saint-Étienne      | Division Nationale      | 32          | 14          | 0           | 2                     | 0                     | 0                     | -                   | -                   | -                   | -                   | 4      | 1      | 1      | 38    | 15    | 1     |
| 1948-1949             | AS Saint-Étienne      | Division Nationale      | 30          | 13          | 0           | 3                     | 1                     | 0                     | -                   | -                   | -                   | -                   | 4      | 0      | 1      | 37    | 14    | 1     |
| 1949-1950             | AS Saint-Étienne      | Division Nationale      | 31          | 1           | 0           | 1                     | 0                     | 0                     | -                   | -                   | -                   | -                   | 3      | 0      | 0      | 35    | 1     | 0     |
| 1950-1951             | AS Saint-Étienne      | Division Nationale      | 32          | 2           | 0           | 7                     | 0                     | 0                     | -                   | -                   | -                   | -                   | 5      | 0      | 0      | 44    | 2     | 0     |
| 1951-1952             | AS Saint-Étienne      | Division Nationale      | 11          | 3           | 0           | 2                     | 3                     | 0                     | -                   | -                   | -                   | -                   | -      | -      | -      | 13    | 6     | 0     |
| Sous-total            | Sous-total            | Sous-total              | 136         | 33          | 0           | 15                    | 4                     | 0                     | -                   | 0                   | 0                   | 0                   | 16     | 1      | 2      | 167   | 38    | 2     |
| 1952-1953             | AS Cannes             | Division Interrégionale | 8           | 3           | 0           | -                     | -                     | -                     | -                   | -                   | -                   | -                   | -      | -      | -      | 8     | 3     | 0     |
| 1952-1953             | OGC Nice              | Division Nationale      | 19          | 10          | 0           | 4                     | 3                     | 0                     | -                   | -                   | -                   | -                   | -      | -      | -      | 23    | 13    | 0     |
| 1953-1954             | OGC Nice              | Division Nationale      | 31          | 5           | 0           | 6                     | 0                     | 0                     | -                   | -                   | -                   | -                   | 2      | 0      | 0      | 39    | 5     | 0     |
| 1954-1955             | OGC Nice              | Division Nationale      | 29          | 0           | 0           | 6                     | 1                     | 0                     | -                   | -                   | -                   | -                   | -      | -      | -      | 35    | 1     | 0     |
| Sous-total            | Sous-total            | Sous-total              | 79          | 15          | 0           | 16                    | 4                     | 0                     | -                   | 0                   | 0                   | 0                   | 2      | 0      | 0      | 97    | 19    | 0     |
| 1955-1956             | Stade rennais UC      | Division Interrégionale | 35          | 12          | 0           | 3                     | 0                     | 0                     | CCD                 | 2                   | 1                   | 0                   | -      | -      | -      | 40    | 13    | 0     |
| 1956-1957             | Stade rennais UC      | Division Nationale      | 22          | 7           | 0           | 1                     | 1                     | 0                     | CCD+BR              | 1+3                 | 0+1                 | 0+0                 | -      | -      | -      | 27    | 9     | 0     |
| 1957-1958             | Stade rennais UC      | Division Interrégionale | 37          | 25          | 0           | 3                     | 0                     | 0                     | CCD                 | 2                   | 2                   | 0                   | -      | -      | -      | 42    | 27    | 0     |
| 1958-1959             | Stade rennais UC      | Division Nationale      | 21          | 5           | 0           | 1                     | 1                     | 0                     | -                   | -                   | -                   | -                   | -      | -      | -      | 22    | 6     | 0     |
| Sous-total            | Sous-total            | Sous-total              | 115         | 49          | 0           | 8                     | 2                     | 0                     | -                   | 8                   | 4                   | 0                   | 0      | 0      | 0      | 131   | 55    | 0     |
| Total sur la carrière | Total sur la carrière | Total sur la carrière   | 370         | 102         | 0           | 42                    | 12                    | 0                     | -                   | 8                   | 4                   | 0                   | 27     | 1      | 3      | 447   | 119   | 3     |

### Liste des matchs internationaux
| Matchs internationaux de Antoine Cuissard | Matchs internationaux de Antoine Cuissard | Matchs internationaux de Antoine Cuissard            | Matchs internationaux de Antoine Cuissard | Matchs internationaux de Antoine Cuissard | Matchs internationaux de Antoine Cuissard | Matchs internationaux de Antoine Cuissard               |
|                                           | Date                                      | Lieu                                                 | Adversaire                                | Résultats                                 | Compétitions                              | Notes                                                   |
| ----------------------------------------- | ----------------------------------------- | ---------------------------------------------------- | ----------------------------------------- | ----------------------------------------- | ----------------------------------------- | ------------------------------------------------------- |
| 1.                                        | 7 avril 1946                              | Stade départemental Yves-du-Manoir, Colombes, France | Tchécoslovaquie                           | 3 - 0                                     | Match amical                              | Titulaire.                                              |
| 2.                                        | 14 avril 1946                             | Stade national du Jamor, Oeiras, Portugal            | Portugal                                  | 2 - 1                                     | Match amical                              | Titulaire.                                              |
| 3.                                        | 5 mai 1946                                | Stade départemental Yves-du-Manoir, Colombes, France | Autriche                                  | 3 - 1                                     | Match amical                              | Titulaire.                                              |
| 4.                                        | 19 mai 1946                               | Stade départemental Yves-du-Manoir, Colombes, France | Angleterre                                | 2 - 1                                     | Match amical                              | Titulaire.                                              |
| 5.                                        | 23 mars 1947                              | Stade départemental Yves-du-Manoir, Colombes, France | Portugal                                  | 1 - 0                                     | Match amical                              | Titulaire.                                              |
| 6.                                        | 3 mai 1947                                | Arsenal Stadium, Londres, Angleterre                 | Angleterre                                | 3 - 0                                     | Match amical                              | Titulaire.                                              |
| 7.                                        | 26 mai 1947                               | Stade départemental Yves-du-Manoir, Colombes, France | Pays-Bas                                  | 4 - 0                                     | Match amical                              | Titulaire.                                              |
| 8.                                        | 1er juin 1947                             | Stade départemental Yves-du-Manoir, Colombes, France | Belgique                                  | 4 - 2                                     | Match amical                              | Titulaire.                                              |
| 9.                                        | 8 juin 1947                               | Stade olympique de la Pontaise, Lausanne, Suisse     | Suisse                                    | 1 - 2                                     | Match amical                              | Titulaire.                                              |
| 10.                                       | 4 avril 1948                              | Stade départemental Yves-du-Manoir, Colombes, France | Italie                                    | 1 - 3                                     | Match amical                              | Titulaire.                                              |
| 11.                                       | 23 mai 1948                               | Stade départemental Yves-du-Manoir, Colombes, France | Écosse                                    | 3 - 0                                     | Match amical                              | Titulaire.                                              |
| 12.                                       | 6 juin 1948                               | Stade Roi Baudouin, Bruxelles, Belgique              | Belgique                                  | 4 - 2                                     | Match amical                              | Titulaire.                                              |
| 13.                                       | 12 juin 1948                              | Stade Letná, Prague, Tchéquie                        | Tchécoslovaquie                           | 0 - 4                                     | Match amical                              | Titulaire.                                              |
| 14.                                       | 17 octobre 1948                           | Stade départemental Yves-du-Manoir, Colombes, France | Belgique                                  | 3 - 3                                     | Match amical                              | Titulaire et remplacé par Henri Guérin à la 41e minute. |
| 15.                                       | 23 avril 1949                             | Stade Feijenoord, Rotterdam, Pays-Bas                | Pays-Bas                                  | 4 - 1                                     | Match amical                              | Titulaire.                                              |
| 16.                                       | 27 avril 1949                             | Hampden Park, Glasgow, Écosse                        | Écosse                                    | 2 - 0                                     | Match amical                              | Titulaire.                                              |
| 17.                                       | 22 mai 1949                               | Stade départemental Yves-du-Manoir, Colombes, France | Angleterre                                | 1 - 3                                     | Match amical                              | Titulaire.                                              |
| 18.                                       | 13 novembre 1949                          | Parc des Princes, Paris, France                      | Tchécoslovaquie                           | 1 - 0                                     | Match amical                              | Titulaire.                                              |
| 19.                                       | 11 décembre 1949                          | Stade Artemio-Franchi, Florence, Italie              | Yougoslavie                               | 3 - 2                                     | Éliminatoires de la Coupe du monde 1950   | Titulaire.                                              |
| 20.                                       | 27 mai 1950                               | Parc des Princes, Paris, France                      | Écosse                                    | 0 - 1                                     | Match amical                              | Titulaire.                                              |
| 21.                                       | 10 décembre 1950                          | Stade départemental Yves-du-Manoir, Colombes, France | Pays-Bas                                  | 5 - 2                                     | Match amical                              | Titulaire.                                              |
| 22.                                       | 6 février 1951                            | Parc des Princes, Paris, France                      | Yougoslavie                               | 2 - 1                                     | Match amical                              | Titulaire.                                              |
| 23.                                       | 12 mai 1951                               | Windsor Park, Belfast, Irlande du Nord               | Irlande du Nord                           | 2 - 2                                     | Match amical                              | Titulaire.                                              |
| 24.                                       | 16 mai 1951                               | Hampden Park, Glasgow, Écosse                        | Écosse                                    | 1 - 0                                     | Match amical                              | Titulaire.                                              |
| 25.                                       | 3 juin 1951                               | Stade Luigi-Ferraris, Gênes, Italie                  | Italie                                    | 4 - 1                                     | Match amical                              | Titulaire.                                              |
| 26.                                       | 25 novembre 1953                          | Parc des Princes, Paris, France                      | République d'Irlande                      | 1 - 0                                     | Éliminatoires de la Coupe du monde 1954   | Titulaire.                                              |
| 27.                                       | 30 mai 1954                               | Stade Roi Baudouin, Bruxelles, Belgique              | Belgique                                  | 3 - 3                                     | Match amical                              | Titulaire.                                              |

### Buts internationaux
| Buts internationaux de Antoine Cuissard | Buts internationaux de Antoine Cuissard | Buts internationaux de Antoine Cuissard | Buts internationaux de Antoine Cuissard | Buts internationaux de Antoine Cuissard | Buts internationaux de Antoine Cuissard | Buts internationaux de Antoine Cuissard |
|                                         | Date                                    | Lieu                                    | Adversaire                              | Score                                   | Résultats                               | Compétitions                            |
| --------------------------------------- | --------------------------------------- | --------------------------------------- | --------------------------------------- | --------------------------------------- | --------------------------------------- | --------------------------------------- |
| 1                                       | 6 juin 1948                             | Stade Roi Baudouin, Bruxelles, Belgique | Belgique                                | 1 - 1                                   | 4 - 2                                   | Match amical                            |

## Palmarès
- Coupe de France : 1954 (OGC Nice)